# Lachlan Renshaw
Lachlan Renshaw, född 2 april 1987, är en friidrottare från Australien. Han deltog vid olympiska sommarspelen 2008.